# De danske politiske partiers historie
 Der er for få eller ingen kildehenvisninger i denne artikel, hvilket er et problem. Du kan hjælpe ved at angive troværdige kilder til de påstande, som fremføres i artiklen.

De første egentlige partier i Danmark var Det forenede Venstre (stiftet 1870 af  venstreorienterede grupperinger med rødder i Bondevennernes Selskab), Højre (stiftet 1881 af Nationale Godsejere, De Nationalliberale og Mellempartiet) og Socialdemokratiet (stiftet i i 1878 som Socialdemokratisk Forbund). Før den tid var partierne ikke meget mere end grupperinger eller bevægelser samlet om et fælles ideologi.
- Det forenede Venstre blev splittet og samlet flere gange, men i 1905 deltes partiet endeligt i Venstre og Det Radikale Venstre.
- Højre blev i 1915 afløst af Det Konservative Folkeparti.
- Socialdemokratiet blev i 1919 splittet i to partier da dets venstrefløj dannede Danmarks Kommunistiske Parti (som i 1989 blev afløst af Enhedslisten). Danmarks Kommunistiske parti blev i 1959 selv splittet i to partier da dets reformfløj dannede Socialistisk Folkeparti.

## Partier fra det 19. århundrede
Med 1849-grundloven fik Danmark sit første demokratiske parlament, Rigsdagen, der bestod af Folketinget og Landstinget. I starten fandtes der ingen partier. I 1849 forventede man ikke, at folket skulle tilkendegive sin vilje gennem partier, men via enkeltpersoner, der så blev valgt på grund af deres synspunkter og personlige egenskaber. Det var ikke alle, der kunne stille op til Rigsdagen. Kvinder var udelukket. Det samme gjaldt ca. en fjerdedel af den mandlige befolkning over 30 år, primært tjenestefolk og modtagere af fattighjælp.
Efterhånden begyndte folketingsmedlemmer med de samme holdninger at danne klubber, hvor de mødtes og diskuterede. I starten var klubberne løst organiseret, men efterhånden fik de en fastere form. Klubberne udgjorde grundlaget for de partier, der blev dannet omkring 1870. Det Konservative Folkeparti (tidl. Højre) og Venstre (tidl. Det forenede Venstre) opstod begge som sådanne klubber i Rigsdagen, det vil sige som sammenslutninger af folketingsmænd, der allerede var valgt. I begyndelsen fungerede de to partier kun her. Først senere kom lokalafdelinger – i form af vælgerforeninger – til.
Socialdemokratiet blev, i modsætning til Højre og Det forenede Venstre, stiftet uden for Rigsdagen. Det skete i 1871. Partiet opbyggede fra starten en stærk partiorganisation. Hovedopgaven var i første omgang at skaffe så mange medlemmer som muligt. Det var først i løbet af 1880'erne, at partiet blev i stand til at vinde nogle få mandater i Folketinget.
Samfundsudviklingen i slutningen af det 19. århundrede førte til en skarpere opdeling af samfundet. Fælles for de tre ovennævnte partier er, at de hver især var knyttet til en bestemt erhvervsgruppe eller klasse: Højre til godsejere og embedsmænd, Det forenede Venstre til bønderne og Socialdemokratiet til arbejderne. Både Det forenede Venstre og Socialdemokratiet var desuden del af en mere omfattende bevægelse, henholdsvis andels- og arbejderbevægelsen. Omkring 1920 spillede disse partier og bevægelser en afgørende rolle for organiseringen af det danske samfund.

## Partier fra det 20. århundrede
Nogle af de partier, som er dannet i det 20. århundrede, er opstået ved, at en folketingsgruppe er blevet splittet. I 1905 udskilte Det Radikale Venstre sig fra Venstre. I 1959 blev Socialistisk Folkeparti dannet efter en splittelse i Danmarks Kommunistiske Parti. I 1967 opstod Venstresocialisterne som en udbrydergruppe fra Socialistisk Folkeparti, og i 1995 knækkede Fremskridtspartiet over i to dele. Udbryderne dannede Dansk Folkeparti. Centrum-Demokraterne opstod omkring den karismatiske Erhard Jakobsen, der forlod Socialdemokratiet.
Andre partier er i dette århundrede blevet dannet ved, at en række mennesker har sluttet sig sammen, enten fordi de delte samme samfundsopfattelse eller i protest mod enkeltsager. En sådan sammenslutning stiftet uden for Folketinget har så efterfølgende prøvet at blive valgt ind i Tinget. Både Venstre og Det Konservative Folkeparti bestod indtil starten af det tyvende århundrede af en række mindre grupper, som siden samledes i de landsdækkende partier, vi kender i dag.
Enhedslisten startede oprindeligt som et valgteknisk samarbejde uden for Folketinget mellem Socialistisk Arbejderparti, Venstresocialisterne og Danmarks Kommunistiske Parti, men har i dag udviklet sig til en egentlig medlemsorganisation uafhængigt af de partier, der tog initiativet.
Kristeligt Folkeparti og Fremskridtspartiet opstod som reaktion på enkeltsager. I det første tilfælde var det især loven, der tillod salg af pornografiske billeder, og den friere adgang til abort, der var den udløsende faktor. I det sidste var det de høje skatter. Begge partier har nu formuleret en politik på de fleste af samfundslivets områder. Der er imidlertid også eksempler på partier, som kun har koncentreret sig om enkeltsager, f.eks. Pensionistpartiet og De Grønne. Endelig er der partier og lokale lister, som alene stiller op til kommunalvalgene. 
For at kunne stille op til folketingsvalgene skal partierne enten sidde i Folketinget i forvejen eller have samlet et antal underskrifter, der svarer til 1/175 af de gyldige stemmer, der blev afgivet ved sidste valg. I 1998 var det 19.015 stemmer.
Det er sin sag for nye partier at få de mange underskrifter i hus. Det er ikke nok at stille sig ud på gaden og få folk til at skrive under på en anmeldelsesblanket. Siden 1989 kræves der tillige en aktiv handling fra den, der underskriver. Når underskriften er godkendt på folkeregistret, sendes den tilbage til underskriveren, der så selv skal sørge for at videresende den til partiet. Det er der mange, der ikke får gjort.

## Partier fra det 21. århundrede
Ny Alliance opstod i foråret 2007. På trods af stor fremgang i meningsmålinger, kom de dog kun ind med 5 mandater ved folketingsvalget den 13. november 2007. I august 2008 skiftede partiet navn til Liberal Alliance.
Alternativet blev stiftet år 2013. Alternativet fik 4,8 % af stemmerne ved valget 2015 og blev derved det sjettestørste parti med 9 mandater i Folketinget. Efter kritik af formanden valgte 4 af partiets folketingsmedlemmer den 9. marts 2020 at forlade partiet til fordel for at blive løsgængere. Dermed gik Alternativets folketingsgruppe fra fem til kun et enkelt medlem.
Nye Borgerlige blev stiftet i efteråret 2015 og fik 4 mandater ved folketingsvalget 2019. Moderaterene og Danmarksdemokraterne blev begge stiftet i juni 2022 og fik ved folketingsvalget samme år hhv. 16 og 14 mandater. Begge to udsprang af Venstre (Lars Løkke Rasmussen og Inger Støjberg)